# Maljutjanka
Maljutjanka (ukrainisch und russisch Малютянка) ist ein Dorf in der ukrainischen Oblast Kiew mit etwa 2100 Einwohnern.

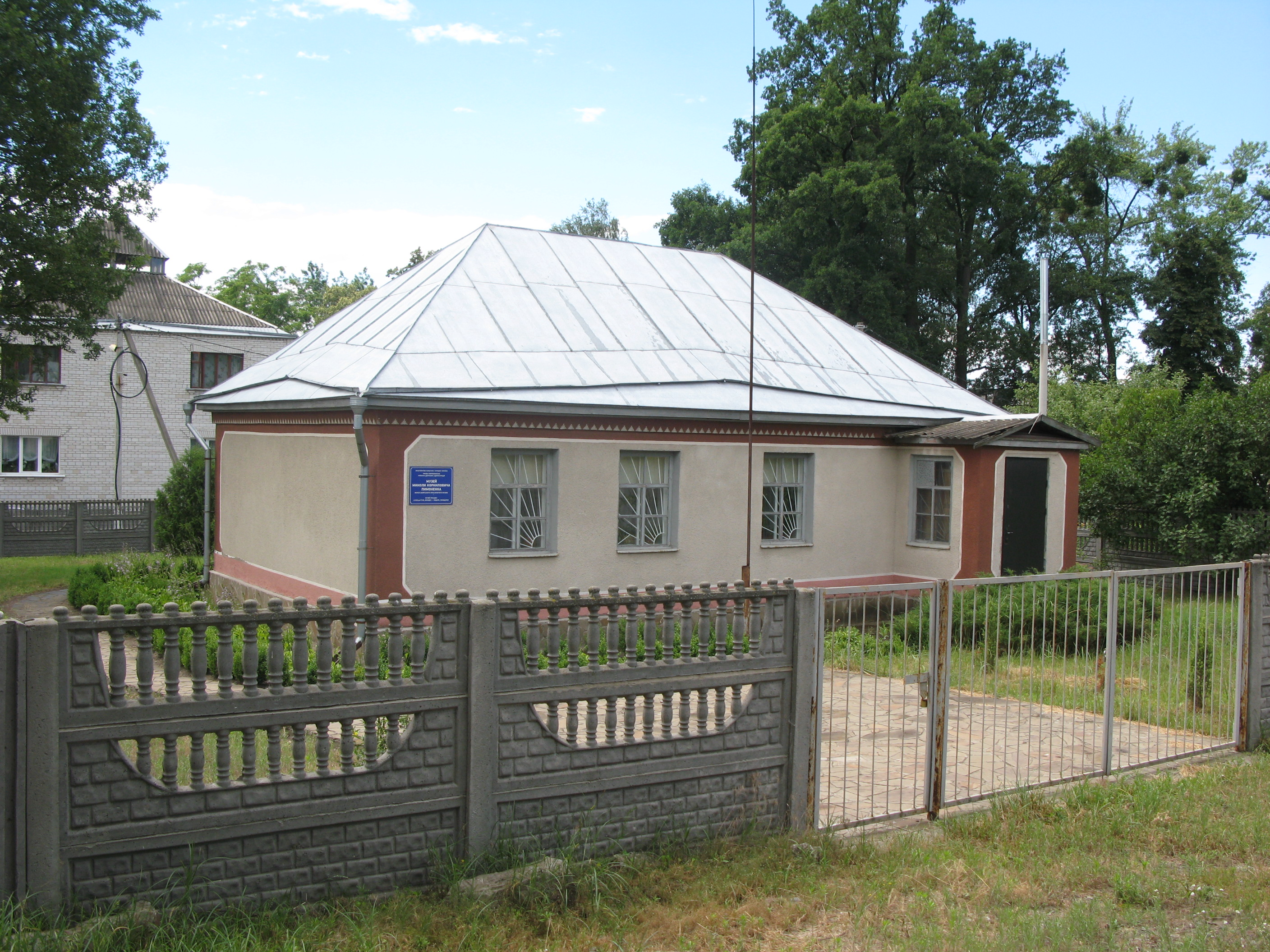
Mykola-Pymonenko-Museum

Das Dorf liegt 30 km südwestlich der ukrainischen Hauptstadt Kiew und 5 km südlich der Stadt Bojarka.
In Maljutjanka lebt und arbeitet der Taras-Schewtschenko-Preisträger von 2017 Mykola Malyschko. Im Dorf besaß der ukrainische Maler Mykola Pymonenko Ende des 19./ Anfang des 20. Jahrhunderts ein Atelier und verbrachte hier gerne die Sommermonate. Heute ist in dem denkmalgeschützten Haus ein Museum über ihn eingerichtet.
Am 12. Juni 2020 wurde das Dorf ein Teil der neugegründeten Stadtgemeinde Bojarka, bis dahin bildete es zusammen mit dem Dorf Iwankiw (Іванків) die gleichnamige Landratsgemeinde Maljutjanka (Малютянська сільська рада/Maljutjanska silska rada) im Süden des Rajons Kiew-Swjatoschyn.
Am 17. Juli 2020 kam es im Zuge einer großen Rajonsreform zum Anschluss des Rajonsgebietes an den Rajon Fastiw.